# Hipparchia volgensis
Hipparchia volgensis är en fjärilsart som beskrevs av Mazokhin-porshnyakov 1952. Hipparchia volgensis ingår i släktet Hipparchia och familjen praktfjärilar. IUCN kategoriserar arten globalt som livskraftig. Inga underarter finns listade i Catalogue of Life.